# Parafia św. Elżbiety Węgierskiej w Starym Sączu
Parafia pw. św. Elżbiety Węgierskiej w Starym Sączu – parafia rzymskokatolicka znajdująca się w diecezji tarnowskiej w dekanacie Stary Sącz. Jest najstarszą parafią w mieście. Erygowana w XII wieku. Mieści się przy ulicy Mickiewicza. Kościołem parafialnym jest kościół św. Elżbiety Węgierskiej. Do parafii należy również kościół Świętych Rocha i Sebastiana w Starym Sączu.